# 다카모리번
다카모리 번(일본어: 高森藩)은 일본 에도 시대 중기 에치젠국 뉴군(지금의 후쿠이현 에치젠시 다카모리 정)에 존재했던 번으로, 기슈번의 지번이다. 이전에는 뉴 번(丹生藩)이라 불렸다.

## 번의 역사
겐로쿠 10년(1697년) 4월 15일, 기슈번의 2대 번주였던 도쿠가와 미쓰사다의 셋째 아들 마쓰다이라 요리모토가 3만 석을 분할 증여받아 다카모리 번을 세웠다. 그러나 호에이 2년(1705년) 6월 18일, 종가의 기슈 번 3대 번주였던 도쿠가와 쓰나노리가 후사 없이 사망하면서, 그의 동생인 요리모토가 가독을 이어 기슈 번의 4대 번주가 되었다. 이에 따라 3만 석 중에서 2만 석은 도토미국 하마마쓰번주 마쓰다이라 스케토시의 차남 마쓰다이라 무네나가에게, 1만 석은 요리모토의 동생인 마쓰다이라 요리카타에게 각각 주어졌다. 이때 다카모리 번은 무네나가가 요리모토의 뒤를 이어 번주가 되었다. 호에이 6년(1709년) 11월 20일 무네나가의 동생인 마쓰다이라 무네히사가 그 뒤를 이어 2대 번주가 되었으나, 그가 쇼토쿠 원년 11월 25일에 후사 없이 사망하면서 다카모리 번은 폐지되었다.

## 역대 번주
기슈 마쓰다이라 가문
1. 마쓰다이라 요리모토(松平頼職) 재위 1697년 ~ 1705년

혼조 마쓰다이라 가문
1. 마쓰다이라 무네나가(松平宗長) 재위 1705년 ~ 1709년
2. 마쓰다이라 무네히사(松平宗胡) 재위 1709년 ~ 1711년

## 같이 보기
- 기슈번
- 가즈라노번